# Baldomero González Álvarez
Baldomero González Álvarez (n. Salientes, León; 27 de febrero de 1851 - f. Madrid; 13 de diciembre de 1927) fue un médico y político español.
Doctor de la Casa Real (Médico de Cámara en 1912) y senador por la Real Academia de Medicina del reinado de Alfonso XIII de España entre 1914 y 1915.
Junto a otros renombrados académicos, fue uno de los facultativos de prestigio del Hospital Infantil Universitario Niño Jesús, obra bajo el amparo de María Hernández y Espinosa de los Monteros, Duquesa de Santoña, que cumplió su objetivo para que, desde el principio, el hospital fuera un referente para el nacimiento y desarrollo de la pediatría, tanto desde el punto de vista clínico como científico, ejemplar e innovadora.
Tomó posesión como académico de número de la Real Academia Nacional de Medicina, el 10 de febrero de 1895, con la medalla número 20.
Fue el primer presidente de la Sociedad de Pediatría de Madrid fundada en 1915. Escribió varios tratados de pediatría entre la que destacan: Anatomía y fisiología especiales del niño de su alimentación y crecimiento y preliminares de clínica pediátrica (1895) e Higiene de los niños (1905).
En 1916 presentó una propuesta de ley al Senado de España que propugnaba la prohibición de contraer matrimonio a quienes padecieran enfermedades, hereditarias o congénitas, transmisibles, contemplando la aplicación de un certificado médico prenupcial. Intento que no prosperó, aunque volvió a presentar un proyecto similar en 1921 pero tampoco tuvo éxito.
En el campo social, fue vicepresidente del primer consejo nacional de la asociación escultista Exploradores de España («boy scouts españoles»).

## Obras
- Estudio sobre el crup y angina diftérica (difteria faringo-laríngea) y su tratamiento racional, imp. M. Romero, 1883.
- Sobre la caries y necrosis del peñasco en los niños y su tratamiento, Establecimiento Tipográfico de Ubaldo Montegrifo, 1887.
- Higiene de la alimentación en los niños: desde el nacimiento hasta la segunda infancia : lactancia y destete, Carrión Hermanos Impresores, 1893.
- El nombre de escrofulismo y sus derivados debe borrarse de la medicina moderna, no tiene razón de ser: comunicación presentada al Congreso Internacional de Medicina en su reunión celebrada en Roma en el año 1894, Carrión Hermanos Impresores, 1894.
- Anatomía y fisiología especiales del niño de su alimentación y crecimiento y preliminares de clínica pediátrica, Carrión Hermanos imp., 1895.
- Higiene del niño abandonado durante su primera infancia: Discursos leídos en la Real Academia de Medicina para su recepción pública del académico electo Don Pedro González Álvarez, el día 10 de febrero de 1895, Carrión Hermanos imp., 1895.
- Fractura intrauterina del cráneo, Carrión Hermanos imp., 1898.
- Ensayo de higiene moral para mis hijos, Carrión Hermanos imp., 1899.
- Tratado didáctico de enfermedades de niños y su clínica: Anatomía y fisiología especiales del niño. Tomo I, Vol. 1, Tip. de Enrique Teodoro, 1903.
- Higiene de los niños, Establecimiento Tipográfico de Enrique Teodoro, 1905.
- La herencia en medicina: discurso leído en la solemne sesión inaugural del año de 1909, celebrada el 31 de enero de dicho año en la Real Academia de Medicina, Real Academia de Medicina, 1909.
- El libro de las madres: cómo ha de criarse al niño (puericultura y maternología), Librería de A. San Martín, 1914.
- Tratado didáctico de Pediatría Paidopatía: Estudio didáctico de las enfermedades de los niños y su clínica, 1921.